# Urmston
Urmston – miasto w Anglii, w hrabstwie ceremonialnym Wielki Manchester, w dystrykcie Trafford. Leży 8,1 km od miasta Manchester i 264,5 km od Londynu. W 2001 roku miasto liczyło 40 964 mieszkańców.